# Aralikumari, Piriyapatna
Aralikumari là một làng thuộc tehsil Piriyapatna, huyện Mysore, bang Karnataka, Ấn Độ.